# Деніел Суза
Деніел Джордан Суза (англ. Daniel Jordan Sousa) — вигаданий персонаж телесеріалів, що відносяться до кіновсесвіту Marvel. Створений для серіалу «Агент Картер» (2015—2016) сценаристами Крістофером Маркусом і Стівеном МакФілі, він уперше з'явився у пілотному епізоді, а зіграний був американським актором Енвером Джокаєм. У 2020 році герой повернувся у рамках сьомого сезону «Агентів Щ. И.Т.», ставши членом команди головних героїв.
Деніел є ветераном Другої світової війни і одним з провідних агентів організації СНР, пізніше відомої як Щ.И.Т., що співпрацював з Пеггі Картер і Говардом Старком. Незважаючи на скалічену ногу, персонаж не позбавлений хоробрості і готовий піти на найвідчайдушніший крок заради збереження життів, що неодноразово демонструвалась у серіях за його участі.

## Вигадана біографія
Деніел Суза народився у Твін-Фоллсі, штат Айдахо, США. Під час Другої світової війни він був мобілізований до лав американської армії і пізніше служив розвідником на європейському фронті. Беручи участь у взятті Бастоні, уламки снаряду пошкодили ногу Сузи, тому її було ампутовано. Наступні роки свого життя Деніел використовував протез, спираючись на милиці, а пізніше дерев'яну тростину.
Отож, під час подій першого сезону «Агента Картер» (весна 1946) персонаж уже працює у Стратегічному Науковому Резерві (СНР) та розслідує справу незаконного перевезення технологій Говарда Старка іноземним ворогам Сполучених Штатів. Однією із підозрюваних у співпраці виявляється Пеггі Картер, колишня кохана Капітана Америка (тоді похованого в арктичній кризі) та подруга Старка. До кінця сезону герої зупиняють кампанію Йоганна Феннгофа і радянської організації Левіафан, що підробила державну зраду Говарда, вивідавши від нього інформацію про місцеположення бомб за допомогою Дотті Андервуд, з дитинства навченої шпигунки. Натомість Пеггі допомагала Старкові очистити його ім'я та знайти ворога. Після затримання Йоганна, Суза запрошує Пеггі випити разом, проте вона каже, що не зможе цього вечора.
У другому сезоні серіалу (події літа 1947) показано, що Деніел Суза отримав посаду Начальника відділення СНР у Лос-Анджелесі, а також віддалився від Картер, відносини з якою ускладнилися. Він починає зустрічатись з Вайолет, медсестрою і його фізіотерапевтом. Невдовзі вона покидає Деніела, дізнавшись, що він все ще має почуття до Пеггі. Разом вони займаються справою Ізодін Енерджі та їх дослідженням нового для науки елемента, названого «Нульовою матерією». Вітні Фрост, антагоніст сезону, була захоплена цією речовиною і прагнула використати її у злих діях, співпрацюючи з босом мафії Джозефом Манфреді. Врешті-решт головним героям вдається перемогти лиходійку. Суза і Картер ненадовго відновлюють стосунки.
Після утворення Щ.И.Т., наступника СНР, Деніел стає одним з найголовніших людей цього агентства, працюючи Начальником служби охорони Західного узбережжя. Суза догадувався, що посіпаки організації Гідра проникли в Щ. И.Т. і повідомив це своєму шефові Вілфреду Маліку, не знаючи, що він теж є підпільним агентом Гідри. Після таємної зустрічі з ученим Найлсом Ліндмором у Зоні 51, 22 липня 1955 року він направляється до Готелю Рузвельт, аби передати людям Говарда Старка важливу деталь нового винаходу. Передача здійснюється, проте за Сузою стежила людина Гідри, що випустила три смертельних кулі. Деніел став першим агентом Щ. И.Т., який пожертвував життям задля місії й надихнув багатьох своїх наступників.

### Альтернативна часова лінія
Енвер Джокай повторив роль персонажа у сьомому сезоні телесеріалу «Агенти Щ. И.Т.». Отож, у 1955 році Суза прибуває на Зону 51, де стикається з агентами Щ.И.Т. майбутнього, що подорожують у часі, аби уникнути вторгнення іншопланетної раси хронікомів на Землю і стертя Щ. И.Т. як такого з людської історії. Джемма Сіммонс прикривається особистістю Пеггі Картер, щоб проникнути на об'єкт, але Деніел виявляє самозванку. Невдовзі команда рятує героя від смерті, замінивши його на ЖМЛ (життєздатну модель людини; робота) Філа Колсона. Деніел приєднується до місії у часі, а також отримує досконалий протез ноги від Сіммонс і вступає в романтичні стосунки з Дейзі Джонсон після потрапляння у часову петлю. Роком після перемоги над хронікомами Суза подорожує разом з Дейзі та її сестрою Корою у космосі.
Зважаючи на те, як працюють часові мандрівки у кіновсесвіті Marvel, оригінальний Суза все ще мертвий, натомість агенти Щ. И.Т. врятували його версію з альтернативного всесвіту. Він же і прибув з ними до основної часової лінії, де історія Щ. И.Т. не була спотворена хронікомами.

## Створення

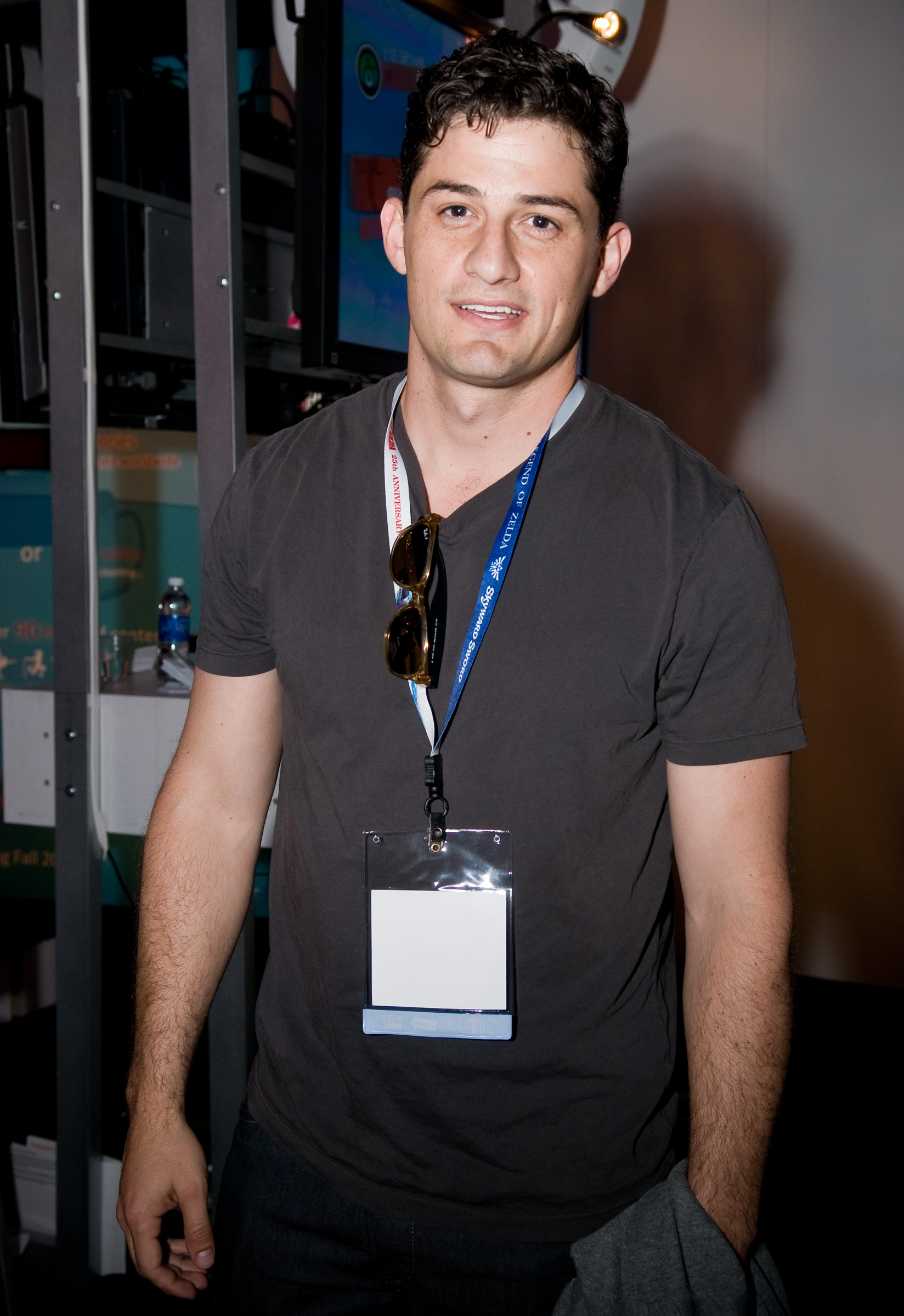
Енвер Джокай на E3 у 2011 році.

Джокай був обраний на роль Сузи у серпні 2014 року, попередньо зігравши поліцейського, що брав участь у битві за Нью-Йорк у фільмі «Месники» (2012). «Він був солдатом і дуже активним все своє життя, і тепер йому доводиться з'ясовувати, як використовувати мозок, як намагатись бути розумним», — говорить актор, коментуючи героя. «Він приймає свою травму, він приймає свій компрометований статус у суспільстві… Пеггі ж каже: „Забудь про це. Я Пеггі Картер. Я збираюся зробити дещо інше“. Я думаю, у цьому різниця між ними двома». Розглядаючи потенційні романтичні стосунки між Сузою і Картер, Джокай сказав: «Я думаю, що точно є ситуація, коли… якби вона не зустрічалася з Капітаном Америкою, він міг би попросити її випити. Це як якщо б ваша нова дівчина зустрічалася з Раяном Гослінгом. Це змусить вас трохи спотіти».

## Характеристика
Коментуючи другий сезон «Агента Картер», Джокай сказав: «Ви побачите, як він справді був частиною механізму. Не намагаючись потрапити у механізм, а будучи начальником. Перший сезон — це намагання, щоб його вислухали і зараз його чує багато людей». Костюми для агентів СНР цього сезону мали бути характерними, щоб допомогти пояснити їх героїв, тому Суза носить «безрукавки під спортивним жакетом та плісировані штани».
Напередодні другого сезону Фазекас пояснив, що після того, як Картер відмовила Сузі наприкінці першого сезону, сказавши: «О, дозвольте мені взяти гарантоване повторне запрошення. Я маю зробити щось», Картер відчула, що потенційні стосунки це — те, про що вона може подумати, тоді як Суза «відчував, що він втратив нагоду». Через це він переїхав до Лос-Анджелеса, щоб уникнути Картер, і «вони не говорили з того моменту, як він поїхав. Це цікаве незручне почуття, коли вони знову починають працювати разом. Але зараз Суза має дівчину, і це дуже серйозно, так що це нова справа для Пеггі, з якою треба працювати». Хоча Суза і Картер врешті-решт збираються разом у фіналі другого сезону, виконавчі продюсери попередили, що це не обов'язково означає, що Суза — майбутній чоловік Картер, про якого вперше згадували в «Першому меснику: Друга війна», натомість у «Месниках: Завершення» показано, що Стів Роджерс одружився з нею в альтернативному всесвіті.